# 陳計男
陳計男（1937年8月28日—2019年1月26日），臺灣省臺南市人，法律學者，專長民事程序法、破產法，曾任中華民國司法院大法官。

## 經歷
1956年畢業於省立臺南一中，考入國立臺灣大學法律學系法學組，1960年6月畢業為法律學士。1979年任最高法院法官。1986年轉任最高行政法院庭長。1994年起擔任第六屆司法院大法官，2003年卸任。1998年起受聘任司法院民事訴訟法、破產法、行政訴訟法等研究修正委員會委員。
1987年至1998年於東吳大學擔任兼任教授；2003年至2008年於國立高雄大學擔任兼任教授；1988年起於國立政治大學任兼任教授至今。
　　　　　　　　　

## 著作
- 《民事訴訟法論(修訂六版)(上)》2014年1月
- 《民事訴訟法論(修訂六版)(下)》2017年8月
- 《消費者債務清理條例釋論》2008年9月
- 《破產法論》2007年5月
- 《程序法之研究(一)、(二)、(三)、(四)》2005年1月
- 《強制執行法釋論》2002年8月
- 《行政訴訟法釋論》2000年1月
- 《知法不吃虧 : 民法案例淺釋》1998年
- 《法制現代化之回顧與前瞻─楊建華教授七秩誕辰祝壽論文集》〈鄰地通行之訴──台灣台中地方法院七十一年度訴字第二五六○號事件評釋〉1997年8月
- 《兒童發展》1990年
- 《固有法制與現代法學：戴炎輝先生七秩華誕祝賀論文集》〈我國固有典習慣與民法典權之比較〉1978年

### 期刊論文
- 〈論海商法上之擔保物權〉
- 〈論破產法上之擔保物權〉
- 〈債務人對於第三人之債權，經執行法院發扣押命令時，債務人得否對第三人提起給付該債權之訴〉2007年10月
- 〈法院對民事事件與行政事件審判權衝突之解決上若干問題之探討:民事訴訟法研究會第八十六次研討紀錄〉2004年7月
- 〈行政訴訟上「訴之撤回」之諸問題〉2000年10月
- 〈民事判決書製作合理飛之芻議--以第一審判決書為中心〉2000年3月
- 〈行政訴訟法上之重新審理〉1999年12月
- 〈重疊合併提起訴訟之訴之審判--試評釋最高法院八十七年度台上字第二六○二號判決〉1999年6月
- 〈破產法第一百四十九條免責問題之探討〉1999年6月
- 〈小額訴訟程序簡介〉1999年4月
- 〈行政訴訟法修正草案關於訴訟參加之評釋〉1998年4月
- 〈不利益變更禁止之原則--民訴法研究會第六十二次研討紀錄〉1997年7月
- 〈不利益變更禁止之原則〉1997年1月
- 〈當事人不適格與訴訟標的法律關係〉1996年8月
- 〈論訴訟上之抵銷〉1995年7月
- 〈第三人訴訟參與之研討-民訴法研究會第四十八次研討紀錄〉1994年1月
- 〈第三人訴訟參與之研討〉1993年7月
- 〈論查封之效力〉1992年6月
- 〈簡易訴訟之上訴程序及其問題〉1991年1月
- 〈論親子間之財產關係〉1990年10月
- 〈民事調解之效力〉1990年7月
- 〈抵押權效力所及標的物之範圍〉1989年6月
- 〈分割共有物之訴之審理及其裁判之效力〉1987年7月
- 〈破產法上撤銷權之諸問題〉1984年3月
- 〈民事第三審上訴制度之檢討〉1981年2月
- 〈論船舶優先權〉1971年4月